# Spas Wenkoff
Spas Wenkoff (időnként tévesen Spass Wenkoff, eredeti nevén Спас Венков [Szpasz Venkov]; Veliko Tarnovo, 1928. szeptember 23. – Bad Ischl, 2013. augusztus 12.) bolgár származású osztrák operaénekes (tenor). Világhírét Wagner operáiban nyújtott alakításaival, különösen a 226-szor énekelt Trisztánnal szerezte.

## Élete

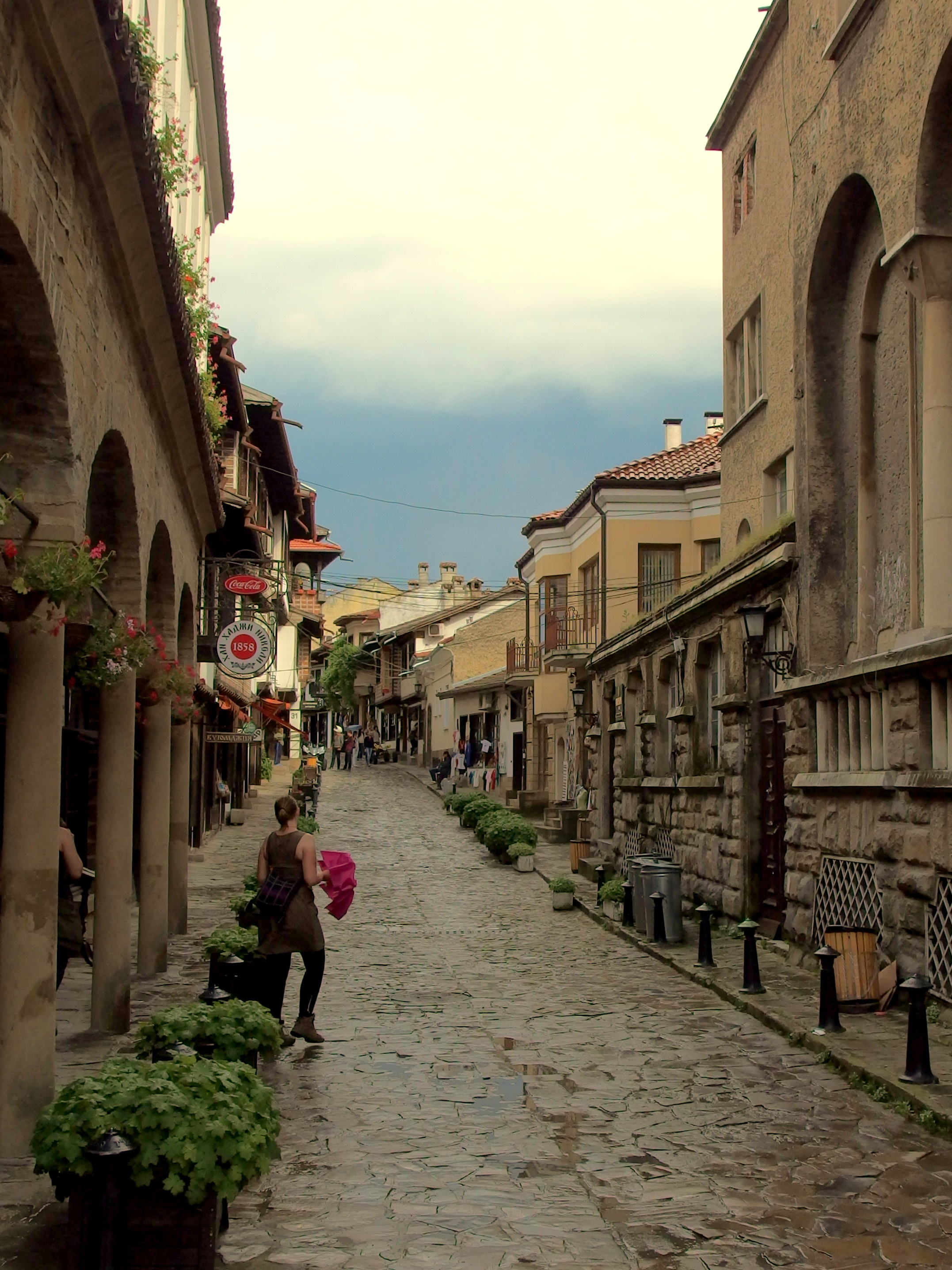
Utca Veliko Tarnovóban

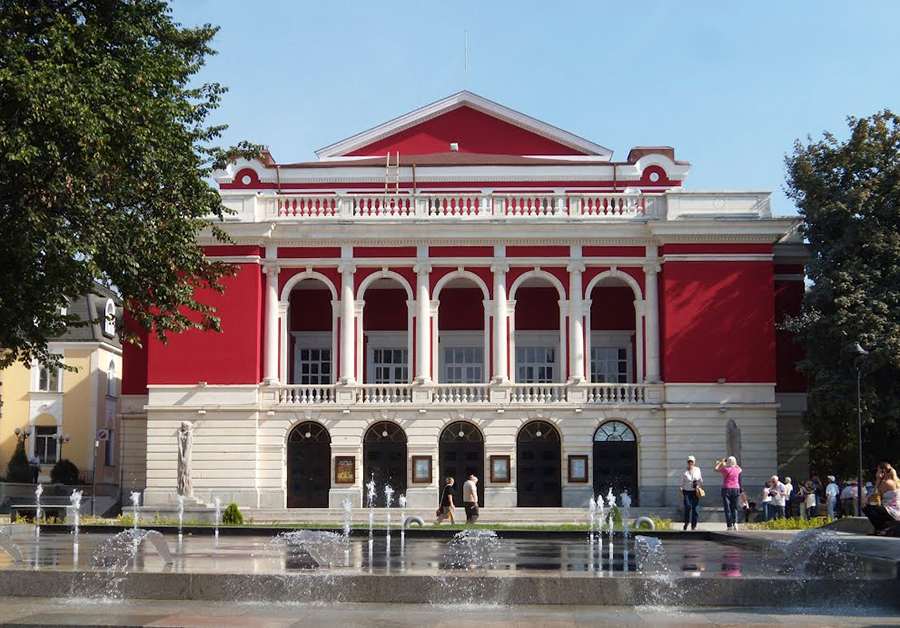
A ruszei operaház

Első találkozása az aktív zenéléssel akkor volt, mikor egy talált törött hegedűt megjavítván, autodidakta módon megtanult játszani rajta.
Szófiában jogot tanult és az egyetemi kórusban énekelt. Szülővárosába visszatérve jogtanácsosként, majd ügyvédként dolgozott öt éven át. Mellette magánúton hegedülni, gordonkázni és énekelni tanult. A helyi műkedvelő operett-társulat zenekarában játszott a csellószólamban, majd második koncertmester lett. 1954-ben beugrással debütált Viktor Dolidze Keto és Kote c. operettjének Kote szerepében. Ezután sok száz estén át énekelt bonvivánként.
1962-ben lett hivatásos társulat tagja, mikor Bulgária „második számú” operájához szerződött Ruszéban. Itt még főként olasz és francia lírai tenorszerepeket játszott. 1965-ben, egy előéneklést követően került az egykori NDK-ba. Három évig a döbelni Városi Színházban, 1968-tól Magdeburgban, 1971-től '76-ig a hallei Theater des Friedensben volt tag. Közben 1967-től 1977-ig ezen országrész központjában, Lipcsében élt, mert felesége a helyi opera kórusában énekelt.
Pályája felívelését az hozta, mikor Harry Kupfer rendezésében, Marek Janowski vezényletével 1975. október 12-én Trisztánként bemutatkozott a drezdai Állami Operában. Két évig tanulta a darabot saját passziójaként, véletlenül talált rá Kupfer. A hirtelen támadt nemzetközi figyelem hatására a következő év nyarán már Bayreuthban énekelte ezt a szerepet Carlos Kleiberrel. Néhány év kihagyásával 1983-ig volt visszajáró résztvevője a Wagner-fesztiválnak.
1976-tól a kelet-berlini Állami Opera („Lindenoper”) tagja volt. Világjáró énekessé vált, előbb a német nyelvterületet, majd minden jelentős dalszínházat meghódított (Metropolitan Opera: 1981-től, Teatro Colón: 1983, Covent Garden: 1991-től stb.). 1984-ben osztrák állampolgárságot kapott, ekkortól már szabadúszó művész volt 1993-as visszavonulásáig. Élete utolsó szakaszában családjával Bad Ischlben élt.
Híres beugró volt, 1982-ben például a bécsi Staatsoperben Reiner Goldberget helyettesítette, akinek egy Tannhäuser-előadás alatt ment el a hangja, és Wenkoff az I. felvonás közben vette át a szerepet.
Bolgár létére ideális német Heldentenorrá vált, baritonális színezetű, hatalmas vivőerejű hanggal. Minden a Wagner-énekléshez szükséges tulajdonsággal rendelkezett, olyan elődeihez hasonlították, mint Max Lorenz vagy Ludwig Suthaus. Óriási energiát bevetve, egyedül készült fel szerepeire. Elnyűhetetlenségére jellemző, hogy 63 évesen egy hét alatt háromszor énekelte el Trisztánt.
Bátyja, a szintén tenor Wenko Wenkoff (Venko Venkov) (1921–1992) szerény karriert futott be.

## Szerepei
- Beethoven: Fidelio – Florestan
- Bizet: Carmen – Don José
- D'Albert: Hegyek alján – Pedro
- Viktor Dolidze: Keto és Kote – Kote
- Gounod: Faust – címszerep
- Mascagni: Parasztbecsület – Turiddu
- Mozart: Don Juan – Don Ottavio
- Puccini: Bohémélet – Rodolphe
- Puccini: Tosca – Mario Cavaradossi
- Rossini: A sevillai borbély – Almaviva gróf
- Verdi: A trubadúr – Manrico
- Verdi: La Traviata – Alfred Germont
- Verdi: Aida – Radames
- Verdi: Otello – címszerep
- Wagner: Tannhäuser... – címszerep
- Wagner: A nürnbergi mesterdalnokok – Walther von Stolzing
- Wagner: Trisztán és Izolda – Trisztán
- Wagner: A Nibelung gyűrűje – Siegmund; Siegfried
- Wagner: Parsifal – címszerep
- Weber: A bűvös vadász – Max

## Díjai, kitüntetései
- 1977 – a Német Demokratikus Köztársaság kamaraénekese
- 1981 – Népek barátsága csillag, ezüst fokozat (NDK)
- 1984 – a Bécsi Állami Opera kamaraénekese
- 1988 – a linzi Richard Wagner Társaság tiszteletbeli tagja
- 2012 – Bad Ischl kulturális díja
- Veliko Tarnovo díszpolgára